# Ramez Naam
Ramez Naam (n. El Cairo) es un tecnólogo profesional y escritor de ciencia ficción estadounidense. Estuvo involucrado en el desarrollo de los ampliamente utilizados productos de software como Microsoft Internet Explorer y Microsoft Outlook. Su último papel en Microsoft fue como Gerente del Programa Partner Group en Buscar Relevancia para Live Search .
Fue director general de Apex Nanotechnologies, una empresa involucrada en el desarrollo de software de investigación de nanotecnología, antes de volver a Microsoft.
Ocupa un puesto en el consejo asesor de la Fundación de Estudios de Aceleración, es miembro de la Sociedad Mundial del Futuro, Asociado Senior del Foresight Institute y miembro del Instituto de Ética y Tecnologías Emergentes.
Es autor de "Más que humano: Abrazando la promesa de mejora biológica", que revisa las nuevas tecnologías y tiene en cuenta el mejoramiento humano, mostrando a los lectores cómo las nuevas tecnologías son nuevas y potentes herramientas de búsqueda de la humanidad para mejorar nosotros mismos, nuestros hijos y de nuestro mundo.
Naam ganó el Premio H. G. Wells 2005 por sus contribuciones al transhumanismo, otorgado por la Asociación Mundial Transhumanista.
Naam comenzó a publicar ciencia ficción en 2012, con Nexus, de Libros Angry Robot. Se centra en un nanofármaco experimental con ese nombre. Nexus ganó el Premio Prometeo 2014. La secuela fue Crux.
En 2013, Naam publicó El recurso infinito: El poder de las ideas en un planeta finito.
Posee cerca de 20 patentes en áreas de correo electrónico, navegación web, búsqueda en Internet e inteligencia artificial.[cita requerida]
En 2014, fue nominado para el Premio John W. Campbell al mejor nuevo escritor.